# Municipio de Rutland (condado de Humboldt)
El municipio de Rutland (en inglés: Rutland Township) es un municipio ubicado en el condado de Humboldt en el estado estadounidense de Iowa. En el año 2010 tenía una población de 439 habitantes y una densidad poblacional de 4,88 personas por km².

## Geografía
El municipio de Rutland se encuentra ubicado en las coordenadas 42°46′56″N 94°16′34″O / 42.78222, -94.27611. Según la Oficina del Censo de los Estados Unidos, el municipio tiene una superficie total de 89.98 km², de la cual 89,33 km² corresponden a tierra firme y (0,72 %) 0,64 km² es agua.

## Demografía
Según el censo de 2010, había 439 personas residiendo en el municipio de Rutland. La densidad de población era de 4,88 hab./km². De los 439 habitantes, el municipio de Rutland estaba compuesto por el 97,72 % blancos, el 0,23 % eran asiáticos, el 0,91 % eran de otras razas y el 1,14 % eran de una mezcla de razas. Del total de la población el 2,05 % eran hispanos o latinos de cualquier raza.